# 쓰리 (2006년 영화)
《쓰리》(영어: Thr3e)는 미국에서 제작된 로비 헨슨 감독의 2007년 영화이다. 마크 블루커스 등이 주연으로 출연하였고 랠프 윈터 등이 제작에 참여하였다.

## 출연

### 주연
- 마크 블루커스
- 저스틴 와델

### 조연
- 로라 조던
- 빌 모즐리
- 프리실라 반스
- 맥스 라이언
- 톰 바우어
- 제프리 리 홀리스
- 케빈 다운스
- 잭 라이언

## 기타
- 공동제작: 마이클 웨버
- 배역: 그제고시 코발치크
- 배역: 캐런 마이젤